# 半導体物理学
半導体物理学（はんどうたいぶつりがく）とは物性物理学の一分野で、半導体について物理学的な観点から研究する学問である。1930年にウィルソンが発表した半導体モデルを端緒にして研究が始まったが、1947年にはトランジスタが発明され、半導体物理学は大きな転換を迎えた。その後、1950年代のトランジスタの工業化、1960年代のコンピュータの発達など、時代の変化に合わせて半導体物理学の研究対象も変化してきた。